# Arròs de paret
L'arròs de paret (Sedum dasyphyllum) és una espècie de la família de les crassulàcies que habita al sud d'Europa i parts del centre. Naturalitzada a Bèlgica, Gran Bretanya, Dinamarca, Irlanda i Holanda. en murs vells, roques i replans de pedra calcària. El seu nom genèric «Sedum» és una simple transposició del llatí sedum-i que en èpoques romanes designava certes Crassulaceae (Sempervivum tectorum, Sedum album i Sedum acre), i usat per Plini el Vell en la seva Naturalis Historia, 18, 159.
El seu nom específic «dasyphyllum» és un epítet llatí que significa "fulles peludes".
És una planta perenne, embullada, grisenca o vermellosa. Fulles de 3-5 mm, glauques, ovoides o gairebé arrodonides, en la seva major part oposades, pubescents, sovint una mica viscoses. flors de 5-6 mm, amb pètals de color blanc, o amb ratlles roses, en inflorescències laxes. El nom d'espècie es deu a la característica de les seves fulles peloses i embullades (en llatí dasy = vellós). El seu nombre cromosòmic és n = 14